# تیراندازی با کمان در المپیک تابستانی ۱۹۸۰
تیراندازی با کمان در بازی‌های المپیک تابستانی ۱۹۸۰ نام رویداد ورزش تیراندازی با کمان در بازی‌های المپیک تابستانی بود که در سال ۱۹۸۰ برگزار شد. این مسابقات از دو بخش تیراندازی با کمان تشکیل شده بود که یکی از آن‌ها انفرادی مردان و دیگری انفرادی زنان بود. این مسابقات از ۳۰ ژوئیه تا ۲ اوت در مسکو برگزار شد.
اتحاد جماهیر شوروی توانست در این مسابقات با کسب ۱ مدال طلا و ۲ نقره برنده شود.

## جدول مدال‌ها
| رتبه | کشور              | طلا | نقره | برنز | مجموع |
| ۱    | اتحاد شوروی (URS) | ۱   | ۲    | ۰    | ۳     |
| ۲    | فنلاند (FIN)      | ۱   | ۰    | ۱    | ۲     |
| ۳    | ایتالیا (ITA)     | ۰   | ۰    | ۱    | ۱     |